# Henrik Schück
Henrik Schück (2 de novembro de 1855 - 3 de outubro de 1947) foi um historiador literário, professor universitário e escritor sueco.

## Biografia
Johan Henrik Emil Schück foi professor na Universidade de Lund de 1890 a 1898. Ele foi professor na Universidade de Uppsala de 1898 a 1920 e depois reitor de 1905 a 1918. Ele foi membro da Academia Sueca de 1913 a 1947, ocupando a cadeira 3. Ele serviu como membro do Comitê Nobel da academia de 1920 a 1947. 1936. Foi Presidente do Conselho da Fundação Nobel 1918–1929. Ele também foi membro da Real Academia Sueca de Letras, História e Antiguidades e da Real Academia Sueca de Ciências.
Em 1880 Schück foi um dos fundadores da Sociedade Sueca de Literatura em Uppsala. Ele desenvolveu uma reputação como um dos principais pesquisadores históricos literários. Trabalhou no desenvolvimento de estudos de literatura histórica com o professor universitário e bibliotecário da Biblioteca Nobel da Academia Sueca, Karl Johan Warburg (1852-1918). Eles editaram a Illustrerad svensk litteraturhistoria que cobre a literatura sueca para o período até 1870. Ele também escreveu uma série de biografias de figuras históricas, incluindo Engelbrekt Engelbrektsson, Olaus Petri, Rei Gustav III, bem como William Shakespeare.

## Obras selecionadas
- William Schakspere, hans lif och verksamhet, (1883-1884)
- Skrifter i svensk litteraturhistoria, (1887)
- Våra äldsta historiska folkvisor, (1891)
- Lars Wivallius, hans lif och dikter, 2 vol., (1893–95)
- Allmän litteraturhistoria, (várias versões)
- Bidrag até svensk bokhistoria, (1900)
- Engelbrekt (1915)
- Illustrerad svensk litteraturhistoria, três volumes; com Karl Warburg (1917-18)